# Megalomma nechamae
Megalomma nechamae är en ringmaskart som beskrevs av Knight-Jones 1997. Megalomma nechamae ingår i släktet Megalomma och familjen Sabellidae. Inga underarter finns listade i Catalogue of Life.